# Austria's Next Topmodel (mùa 1)
Mùa đầu tiên của chương trình truyền hình thực tế Austria's Next Topmodel được dựa trên America's Next Top Model của Tyra Banks. Host của chương trình là Lena Gercke, người chiến thắng đầu tiên của GNTM, người cũng là người chiến thắng đầu tiên của Top Model mà sau này trở thành host của một chương trình Top Model khác. Ban giám khảo gồm có người đứng đầu quản lí người mẫu Wiener Models Andrea Weidler và HLV catwalk của Hà Lan, Alamande Belfor.
Chương trình gây ra một số tranh cãi, vì người ta khám phá ra rằng Tamara Puljarevic là một trong những thí sinh đã tham gia dưới họ của cha cô để che giấu danh tính của cô là con gái của Svetlana Puljarevic là giám đốc điều hành của tạp chí Miss là ảnh bìa tạp chí dành cho người chiến thắng. Cuối cùng, cô đã giành được danh hiệu Á hậu 2.
Nhưng cuối cùng, người chiến thắng là Larissa Marolt, 16 tuổi từ Carinthia và cô giành được các phần thưởng là:
- 1 hợp đồng người mẫu cho Wiener Models
- Lên ảnh bìa tạp chí Miss
- Chiến dịch quảng cáo cho Swarovski
- Trở thành thí sinh cho Mùa 4 của Germany's Next Topmodel

## Các thí sinh
(Tuổi tính từ ngày dự thi)
| Thí sinh                | Tuổi | Chiều cao              | Quê quán        | Bị loại ở | Hạng |
| ----------------------- | ---- | ---------------------- | --------------- | --------- | ---- |
| Piroschka Khyo          | 16   | 1,80 m (5 ft 11 in)    | Wiener Neustadt | Tập 2     | 10   |
| Birgit Königstorfer     | 22   | 1,73 m (5 ft 8 in)     | Linz            | Tập 3     | 9    |
| Kordula Stöckl          | 21   | 1,77 m (5 ft 9+1⁄2 in) | Tyrol           | Tập 4     | 8–7  |
| Christiane Pliem        | 17   | 1,73 m (5 ft 8 in)     | Bad Mitterndorf | Tập 4     | 8–7  |
| Julia Mähder            | 20   | 1,77 m (5 ft 9+1⁄2 in) | Vienna          | Tập 5     | 6    |
| Kim Sade-Tiroch         | 17   | 1,80 m (5 ft 11 in)    | Baden           | Tập 6     | 5    |
| Constanzia Delort-Laval | 16   | 1,73 m (5 ft 8 in)     | Vienna          | Tập 7     | 4    |
| Tamara Puljarevic       | 18   | 1,73 m (5 ft 8 in)     | Vienna          | Tập 7     | 3    |
| Victoria Hooper         | 16   | 1,76 m (5 ft 9+1⁄2 in) | Vienna          | Tập 7     | 2    |
| Larissa Marolt          | 16   | 1,75 m (5 ft 9 in)     | Carinthia       | Tập 7     | 1    |

## Thứ tự gọi tên
| Thứ tự | Tập        | Tập              | Tập        | Tập                | Tập        | Tập        | Tập        | Tập      | Tập      |
| Thứ tự | 1          | 2                | 3          | 4                  | 5          | 6          | 7          | 7        | 7        |
| ------ | ---------- | ---------------- | ---------- | ------------------ | ---------- | ---------- | ---------- | -------- | -------- |
| 1      | Kim        | Larissa Victoria | Tamara     | Kim                | Victoria   | Victoria   | Larissa    | Victoria | Larissa  |
| 2      | Constanzia | Larissa Victoria | Larissa    | Larissa            | Larissa    | Tamara     | Victoria   | Larissa  | Victoria |
| 3      | Tamara     | Kordula          | Christiane | Julia              | Kim        | Larissa    | Tamara     | Tamara   |          |
| 4      | Victoria   | Tamara           | Victoria   | Victoria           | Constanzia | Constanzia | Constanzia |          |          |
| 5      | Julia      | Julia            | Kordula    | Tamara             | Tamara     | Kim        |            |          |          |
| 6      | Larissa    | Kim              | Julia      | Constanzia         | Julia      |            |            |          |          |
| 7      | Birgit     | Christiane       | Constanzia | Christiane Kordula |            |            |            |          |          |
| 8      | Kordula    | Constanzia       | Kim        | Christiane Kordula |            |            |            |          |          |
| 9      | Piroschka  | Birgit           | Birgit     |                    |            |            |            |          |          |
| 10     | Christiane | Piroschka        |            |                    |            |            |            |          |          |

     Thí sinh bị loại.
     Thí sinh được miễn loại.
     Thí sinh chiến thắng cuộc thi.
- Tập 3 & 5 kết thúc với việc 2 thí sinh ở cuối bảng và việc ai bị loại được trình bày ở tập sau.

### Buổi chụp hình
- Tập 1: Buổi trình diễn thời trang Cobenzl
- Tập 2: Tạo dáng với trang phục giản dị
- Tập 3: Phong cách của lễ hội Life Ball; Nữ hoàng trượt tuyết
- Tập 4: Sơn người
- Tập 5: Lịch thế giới
- Tập 6: Ảnh bìa tạp chí Miss; được làm ở Áo
- Tập 7: Ảnh quảng cáo cho Swarovski; Tạo dáng trong bộ đồ truyền thống kiểu hiện đại